# Grundschulförderklasse
Eine Grundschulförderklasse ist eine lediglich in Baden-Württemberg bestehende schulische Einrichtung, die schulpflichtige, aber vom Schulbesuch zurückgestellte Kinder in einem Jahr zur Schulfähigkeit führen soll. 
Grundschulförderklassen sind an Grundschulen angegliedert. 
Vergleichbare Einrichtungen in anderen deutschen Bundesländern heißen oft Schulkindergärten.

## Statistische Erhebungen
Im Schuljahr 2012/13 bestanden an 245 baden-württembergischen Schulstandorten 289 öffentliche Grundschulförderklassen mit insgesamt 3930 Kindern.
Zum Vergleich: An Baden-Württemberg wurden 90 634 Schüler an Grundschulen eingeschult.
Das heißt, dass etwa 4,2 % der in Baden-Württemberg schulpflichtigen Kinder in Grundschulförderklassen eingeschult wurden.
Im landesweiten Durchschnitt werden in jeder Klasse 13 Kinder betreut. Die meisten Grundschulförderklassen sind Halbtageseinrichtungen. 
Jungen sind in den öffentlichen Grundschulförderklassen mit derzeit (Stand: Schuljahr 2012/13) 66 % deutlich in der Überzahl gegenüber Mädchen. 
19 % der betreuten Kinder hatten eine ausländische Staatsangehörigkeit.
Die Förderungs- und Betreuungszeit für ein Kind soll 22 Wochenstunden betragen, wobei die gemeinsame Förderungs- und Betreuungszeit mindestens 13 bis 15 Stunden beträgt. Einzelförderung als zusätzliche und zeitlich begrenzte Maßnahme ist möglich.

## Klientel der Grundschulförderklasse
Diese Kinder weisen verschiedenste Entwicklungsrückstände auf, wie zum Beispiel
- Kinder mit einer allgemeinen Entwicklungsverzögerung
- ängstliche gehemmte Kinder
- Kinder mit Defiziten in der sprachlichen Entwicklung
- Kinder, die im Umgang mit Gleichaltrigen Schwierigkeiten haben
- Kinder mit geringer Konzentrationsfähigkeit
- Kinder mit geringer Lernbereitschaft
- Kinder, die mit Ordnung und Regeln Mühe haben
- Kinder mit mangelnder Selbstkontrolle
- Kinder mit fein- und grobmotorischen Defiziten

Nicht aufgenommen werden dagegen
- Kinder mit Behinderungen, für die der Besuch der Sonderschule oder eine inklusive Beschulung geeignet erscheint
- Kinder, die Defizite ausschließlich im Beherrschen der deutschen Sprache haben[8]
- „Kann-Kinder“, die gefördert werden sollen[9]

## Aufnahme in die Grundschulförderklasse
Es besteht kein Rechtsanspruch auf die Aufnahme in eine Grundschulförderklasse. Die Aufnahme erfolgt nach Kapazität und Dringlichkeit.
Der Besuch ist keine Pflicht, zurückgestellte Kinder können auch in ihrer bisherigen vorschulischen Einrichtung (z. B. Kindergarten) verbleiben.
Im Schulgesetz für Baden-Württemberg ist der Besuch der Grundschulförderklasse für noch nicht schulfähige Kinder allerdings eine Soll-Regelung.
Schulgesetz für Baden-Württemberg, vgl. § 5 a
Kinder werden an ihrem Wohnort oder am zugehörigen Standort der Grundschulförderklasse eingeschult. Es besteht keine Wahlfreiheit.
Die Entscheidung über die Aufnahme trifft die Schulleitung der zuständigen Grundschule in Zusammenarbeit mit den Fachkräften in den Grundschulförderklassen, den Kooperationslehrkräften und dem zuständigen Beratungslehrer. Ebenso herangezogen werden Schulfähigkeitsuntersuchungen, Beobachtungen der Eltern und Informationen aus den Kindergärten.

## Lernziele
Die Grundschulförderklasse fungiert nicht als Förderinstrument für „Kann-Kinder“. 
Nach einer Erprobungsphase an einigen ausgewählten Schulen wurden die Grundschulförderklassen seit dem Schuljahr 2003/04 eng mit den vor Ort bestehenden Grundschulklassen verzahnt.
Ziel soll eine optimale Förderung der Kinder sein, die dann ggf. auch unterjährig in die Grundschule eingeschult werden können.

## Pädagogische Arbeit
Die Grundschulförderklasse arbeitet ganzheitlich und stellt eine Übergangsform vom spielerischen Lernen im Kindergarten zum strukturierten Lernen der Schule dar. Sie soll emotionale, soziale, kognitive und motorische Fähigkeiten fördern. 
Für jedes Kind wird ein individueller Entwicklungsplan erstellt.
Die Kooperation zwischen der Grundschulförderklasse und der Grundschule, den Eltern und anderen Fördereinrichtungen (z. B. Ergotherapeuten, Logopäden, Psychotherapeuten, Frühförderstellen etc.) spielt eine große Rolle.
Inhaltliche Schwerpunkte liegen im sozialen Lernen, der Sprachförderung, dem mathematischen Grundverständnis, Fertigkeiten im kreativen Gestalten, Erleben von Sport und Spiel. Eingeübt werden soll auch ein strukturierter Tagesablauf, der dann in der Grundschule vorherrschend ist.

## Personal
Der Leiter der Grundschule ist zugleich Leiter der Grundschulförderklasse. 
Für das Personal an Grundschulförderklassen gibt es keine spezialisierte Ausbildung:
Überwiegend sind ausgebildete Lehrer (58 %) oder Erzieher (35 %), zu einem geringeren Teil noch Sozialpädagogen oder Personal mit anderweitiger Ausbildung dort beschäftigt. Lediglich 6 % des Personals sind Männer.
Die Fachkräfte sind Angestellte, werden nach Tarifvertrag bezahlt und können nicht, wie für baden-württembergische Lehrkräfte üblich, verbeamtet werden.

## Kritik
Kritik richtet sich vor allem gegen die Organisationsform:
- Schüler werden für ein Jahr ausgegliedert, kommen dadurch in ein für sie neues Umfeld incl. neuer Mitschüler und müssen nach einem Jahr Grundschulförderklasse wieder in eine neue Einrichtung mit neuen Mitschülern wechseln.
- Die noch nicht schulfähigen Kinder werden in einer Einrichtung gesammelt. Vor allem bei Eltern besteht die Angst, dass Kinder dadurch nicht optimal gefördert werden können, sondern sich an problematischen Verhaltensweisen anderer Kinder orientieren.
- Die Klassengröße ist mit bis zu 20 Kindern relativ groß, so dass eine wirklich individuelle Förderung fraglich erscheint.